# U-Bahnhof Klein Borstel

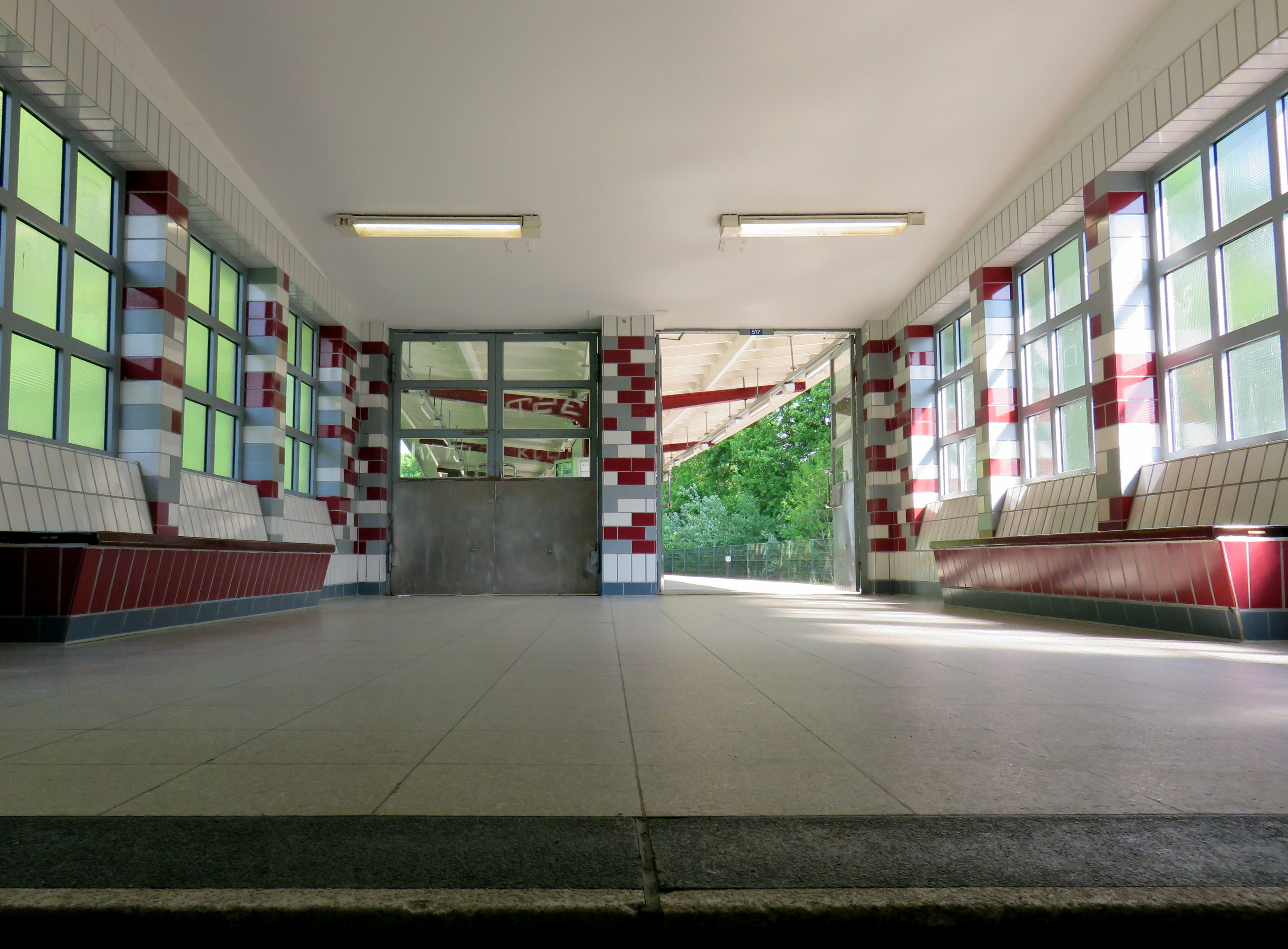
Wartebereich im U-Bahnhof

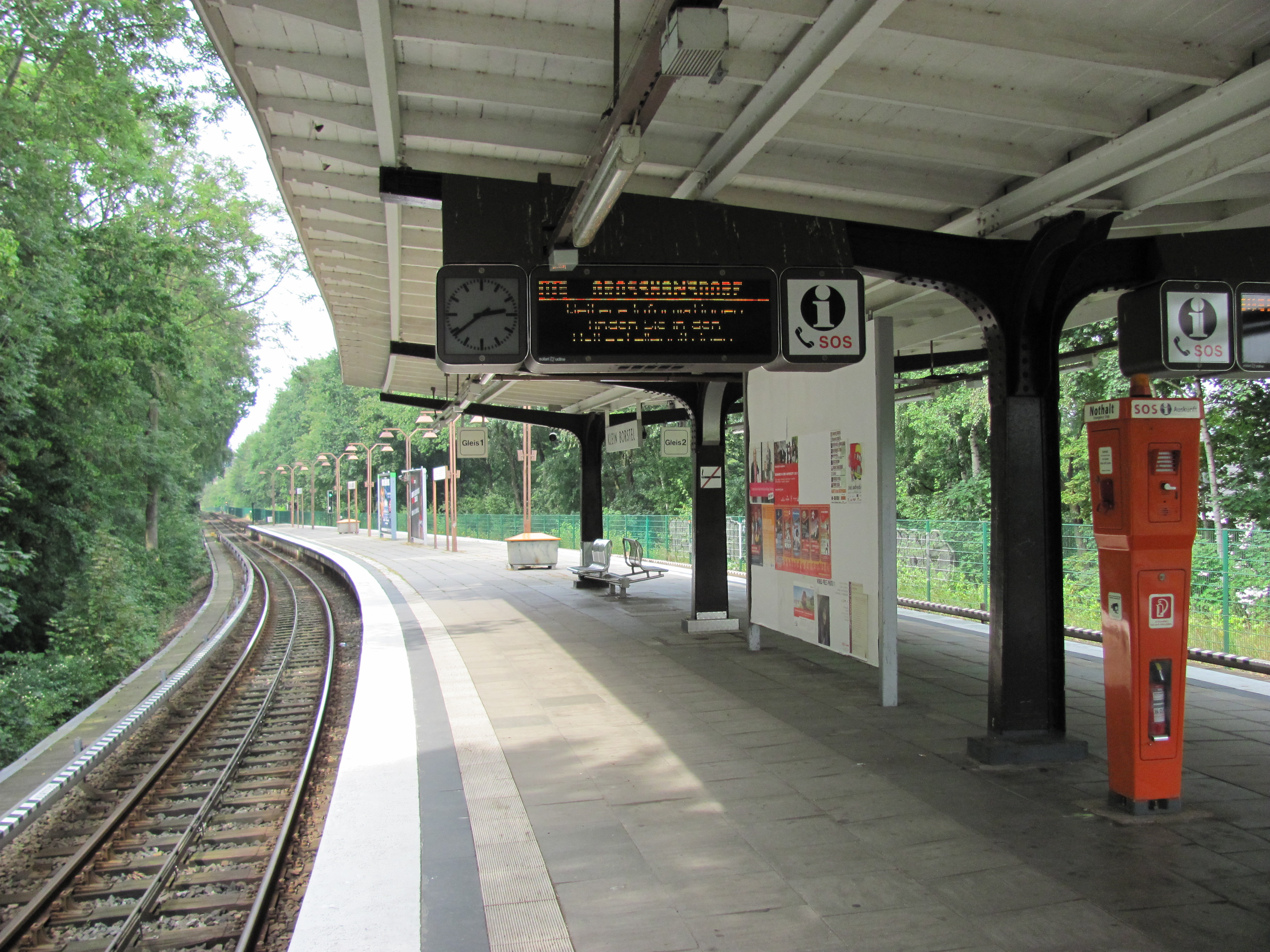
Bahnsteig, Blickrichtung Norden

Der U-Bahnhof Klein Borstel ist eine Haltestelle der Linie U1 der Hamburger U-Bahn. Das Kürzel der Station bei der Betreiber-Gesellschaft Hamburger Hochbahn lautet „KB“. Täglich steigen hier 1813 Personen ein und aus (montags–freitags, 2019).

## Station
Die Station liegt im Stadtteil Ohlsdorf, Ortsteil Klein Borstel, auf einem Bahndamm und hat einen Ausgang an der Südseite des Bahnsteigs zur Wellingsbütteler Landstraße zwischen den Widerlagern der Brücken. Die Station hat zwei Gleise und einen Mittelbahnsteig und verfügt wie jede Hamburger U-Bahn-Haltestelle über Zugzielanzeiger, Sitzbänke und Uhren. Östlich des Bahndamms lag bis in die 2000er Jahre das Gütergleis Ohlsdorf–Ochsenzoll, das bis in die 1970er Jahre regelmäßig befahren wurde. In den 2010er Jahren wurde die Brücke des Gütergleises über die Wellingsbütteler Straße abgebaut.
An der Haltestelle halten keine Busse im normalen Linienverkehr. In unmittelbarer Nähe zur Station befindet sich das Albert-Schweitzer-Gymnasium.

## Geschichte
Die Station war ein Bahnhof der Langenhorner Bahn und wurde im Gegensatz zu den anderen Stationen erst am 25. Mai 1925 eröffnet.
1955 wurde die Station umfangreich umgebaut und der Zugangsbereich völlig neu gestaltet. 2022 wurde der ovale, originale Grundriss der Schalterhalle von 1925 wiederhergestellt.
Im Jahr 1939 wurde der Bahnsteig Richtung Norden verlängert, damit längere Züge halten können. Damit 9-Wagen-Züge des damals neuen Wagentyps DT3 eingesetzt werden können, wurde um 1970 der Bahnsteig abermals um ein kleines Stück nach Norden verlängert.
Seit dem 19. Juni 2020 gilt der U-Bahnhof als barrierefrei.
| Linie | Verlauf |
| ----- | --- |
| U 1   | Norderstedt Mitte – Richtweg – Garstedt – Ochsenzoll – Kiwittsmoor – Langenhorn Nord – Langenhorn Markt – Fuhlsbüttel Nord – Fuhlsbüttel – Klein Borstel – Ohlsdorf – Sengelmannstraße (City Nord) – Alsterdorf – Lattenkamp (Sporthalle) – Hudtwalckerstraße – Kellinghusenstraße – Klosterstern – Hallerstraße – Stephansplatz (Oper/CCH) – Jungfernstieg – Meßberg – Steinstraße – Hauptbahnhof Süd – Lohmühlenstraße – Lübecker Straße – Wartenau – Ritterstraße – Wandsbeker Chaussee – Wandsbek Markt – Straßburger Straße – Alter Teichweg – Wandsbek-Gartenstadt – Trabrennbahn – Farmsen – Oldenfelde – Berne – Meiendorfer Weg – Volksdorf / Streckenast Ohlstedt – Buckhorn – Hoisbüttel – Ohlstedt \ Streckenast Großhansdorf – Buchenkamp – Ahrensburg West – Ahrensburg Ost – Schmalenbeck – Kiekut – Großhansdorf |